# Horde (Band)
Horde ist ein 1994 gegründetes Metal-Projekt des Australiers Jayson Sherlock, welcher auch als ehemaliger Schlagzeuger der Bands Mortification und Paramæcium bekannt ist.

## Stil und Motivation
Die ursprüngliche Intention hinter Horde war das Schaffen einer christlichen Alternative zur genuin anti-christlichen bzw. satanistischen Black-Metal-Szene Anfang der 1990er und nicht die oft fälschlicherweise angenommene Parodie derselben.
Musikalisch ist Horde mit dem norwegischen Black Metal der 1990er vergleichbar, doch der Albentitel, die christlichen Liedtexte, sowie die zwar von Sherlock unbeabsichtigten, dennoch vorhandenen Seitenhiebe gegen die erste und zweite Welle des Black Metal versetzten die norwegische Szene in Aufruhr. So benutzte Sherlock das Pseudonym „Anonymous“, ursprünglich aus dem Grund, seine Identität so lange wie möglich geheim zu halten, wodurch sich aber eine Ähnlichkeit mit dem Pseudonym des 1993 ermordeten Mayhem-Gitarristen Euronymous ergab. Der Titel des Albums, Hellig usvart (norwegisch ‚heilig unschwarz‘), stellte eine Anspielung auf die Bezeichnung Unholy Black Metal der norwegischen Band Darkthrone dar, da Horde lyrisch das Gegenteil von Darkthrone verkörpern sollte. Als Produzent ist im Beiheft des Albums das Pseudonym „Unblack Mark“ genannt, eine Anspielung auf Black Mark Production, wo unter anderem die Alben von Bathory veröffentlicht wurden. Dies zusammen mit den christlichen, beziehungsweise explizit anti-satanistischen Texten entfachte einen immensen Hass der Black-Metal-Szene auf Horde.
Sherlock wählte die Anonymität, um den Fokus auf den „Urheber und Vollender unseres Glaubens“ zu richten. Er wollte zudem der Egozentrik des Black Metals entgegentreten.
Das Album Hellig usvart wurde 1994 vom deutschen Musiklabel Nuclear Blast in einer Auflage von 5000 Exemplaren veröffentlicht. Eine Neuauflage in selber Aufmachung erfolgte 1999 von Rowe Productions. 2004 veröffentlichte Soundmass die CD wiederum in einer Sonderedition zum 10. Jahrestag.
Im Mai 2008 wurde die alte Studioaufnahme neu gemastert und als auf 2000 Exemplare limitierte „Gold Edition“ von Metal Mind Productions aus Polen auf den Markt gebracht.

## Nachwirkung und Bedeutung
Sherlock wurde anfangs lange für einen Norweger beziehungsweise Horde für eine norwegische Band gehalten, vor allem wegen der zahlreichen „norwegischen“ Charakteristika der CD, wie etwa Titel oder musikalischer Stil. Des Weiteren kursieren Gerüchte, dass Markus Staiger (Chef der Plattenfirma Nuclear Blast, welche 1994 Hellig usvart veröffentlicht hatte) und Jayson Sherlock Morddrohungen erhalten haben sollen, wobei Letzterer dies in einem Interview verneint.
Als Steve Rowe, Sänger und Bassist der australischen, christlichen Death-Metal-Band Mortification, 1995 sein Label Rowe Productions gründete, entschied er sich, die verbliebenen Kopien von Hellig usvart zu kaufen und weltweit zu vertreiben. Vor allem in Kreisen der christlichen Presse wurde daraufhin der Begriff „Unblack Metal“ geprägt, der fortan vornehmlich mit musikalisch an Death- und Black Metal orientierten Bands assoziiert wurde und wird, deren Mitglieder sich aber zum christlichen Glauben bekannten bzw. bekennen.

## Live-Auftritte
Am 4. November 2006 kam es im Rahmen des Nordic Fest in Oslo (Norwegen) zum ersten Live-Auftritt von Horde. Um das Mysterium um Horde trotz der inzwischen bekannten Identität von Anonymous aufrechtzuerhalten, betrat er die Bühne in einem schwarzen Habit, dessen Kapuze sein Gesicht im Schatten verbarg. Er spielte Schlagzeug und übernahm den Gesang. Die weiteren Sessionmusiker (Mitglieder der norwegischen Band Drottnar) trugen bei dem Auftritt eine Sturmhaube um unkenntlich zu bleiben. Das Stück Invert the Inverted Cross wurde von Simon „Pilgrim“ Rosén, Sänger von Crimson Moonlight, gesungen. Das komplette Konzert wurde in Film und Ton aufgenommen und im Mai 2007 auf der Live-CD The Day of Total Armageddon Holocaust – Alive in Oslo beim australischen Label SoundMass veröffentlicht. Im Herbst 07 folgte eine Live-DVD.
Ausgehend vom Erfolg der Live-Tätigkeit wurden in den darauffolgenden Jahren weitere Lieder geschrieben. Im Frühjahr 2010 traten Horde beim Immortal Metal Fest in Nokia, Finnland auf. Dort waren ebenfalls Musiker von Drottnar und Simon „Pilgrim“ Rosen beteiligt. Im November 2010 erfolgte der erste Auftritt in Zentraleuropa beim Blast of Eternity in Heilbronn, 2013 ein weiterer auf dem Elements-of-Rock-Festival in Uster.

## Diskografie

### CD
- Hellig usvart (1994 – Nuclear Blast)
- The Day of Total Armageddon Holocaust – Alive in Oslo (2007 – Soundmass)

### DVD
- The Day of Total Armageddon Holocaust – Alive in Oslo (2007 – Soundmass)